# Mixail An
Mixail Ivanovich An, korean. 미하일 안, ros. Михаил Иванович Ан, Michaił Iwanowicz An (ur. 19 listopada 1952 we wsi Urtasaraj, w rejonie Orta Chirchiq, w obwodzie taszkenckim, Uzbecka SRR, zm. 11 sierpnia 1979 w Dnieprodzierżyńsku, Ukraińska SRR) – uzbecki piłkarz pochodzenia koreańskiego, grający na pozycji pomocnika.

## Kariera piłkarska

### Kariera klubowa
Wychowanek juniorskiej drużyny kołchozu im. Swierdłowa, a potem Republikańskiej Szkoły Rezerw Olimpijskich im. G.Titowa w Taszkencie. Pierwszy trener Nikolay Kim i Aleksandr Lan. W 1968 rozpoczął karierę piłkarską w rodzimym klubie Politotdieł Jangibazar. Latem 1971 został zaproszony do Paxtakoru Taszkent.
Zginął w katastrofie lotniczej, do której doszło 11 sierpnia 1979 w okolicach Dnieprodzierżyńska. W zderzeniu dwóch samolotów Tu-134A zginęło także 13 innych zawodników Pachtakoru oraz 3 członków sztabu szkoleniowego.

### Kariera reprezentacyjna
Do 1976 bronił barw młodzieżowej reprezentacji ZSRR na Mistrzostwach Europy U-23. Był kapitanem drużyny. 6 września 1978 debiutował w narodowej reprezentacji ZSRR w meczu towarzyskim z Iranem. Ogółem rozegrał 2 mecze.

## Sukcesy i odznaczenia

### Sukcesy piłkarskie
Paxtakor Taszkent
- mistrz Pierwoj ligi ZSRR: 1972
- wicemistrz Pierwoj ligi ZSRR: 1977
- brązowy medalista Pierwoj ligi ZSRR: 1976

reprezentacja ZSRR
- mistrz Europy U-23: 1976

### Sukcesy indywidualne
- wybrany do listy 33 najlepszych piłkarzy ZSRR: Nr 2 (1978), Nr 3 (1974)

### Odznaczenia
- tytuł Mistrza Sportu klasy międzynarodowej: 1976